# Rückersdorf (Türingia)
Rückersdorf település Németországban, azon belül Türingiában. Lakosainak száma 680 fő (2023. december 31.).

## Népesség
A település népességének változása:
| Lakosok száma | 722  | 732  | 696  | 689  | 680  |
|               | 2017 | 2019 | 2021 | 2022 | 2023 |